# スルターン・ラーヒー
スルターン・ラーヒー(英語: Sultan Rahi、本名:ムハンマド・スルターン・カーン英語: Muhammad Sultan Khan)はパキスタンの俳優、プロデューサー、脚本家。40年に及ぶ芸歴の中でおよそ703作のパンジャーブ映画と100作のウルドゥー語の映画に出演し、約160賞を受賞した。
代表作にはMaula JattやSher Khan、Chan Veryam、Kaley Chore、The Godfather、Basheeraa、Wehshi Gujjarなどがある。パキスタン映画界、パンジャーブ映画界で最重要であり最も成功した俳優の一人として自身を確立し、「パキスタンのクリント・イーストウッド」としての評価を受けた。